# قلعة الكوت
قلعة الكوت المعروفة أيضا باسم قلعة الدوحة هي قلعة تاريخية عسكرية تقع في قلب مدينة الدوحة عاصمة قطر. تم بناؤها في عام 1927 من قبل حاكم قطر عبد الله بن قاسم آل ثاني الذي حكم قطر من 1913 حتى 1949 عندما عزل أخيه محمد بن قاسم آل ثاني لصالحه. تم تحويل القلعة لاحقا إلى متحف.
توجد في القلعة الحرف اليدوية التقليدية القطرية ومنتجات وصور الحياة اليومية مع الرسوم التوضيحية. تشمل المعارض والأعمال الفنية الحرف اليدوية والجص والحلي الخشبية ومعدات الصيد والقوارب والصور التاريخية واللوحات بما في ذلك اللوحات الزيتية للعمال الحرفيين والحياة اليومية.

## التاريخ
أعيد بناء قلعة الكوت في عام 1927 من قبل عبد الله بن قاسم آل ثاني بعد أن تركها العثمانيون. بنيت أصلا لتكون بمثابة مركز للشرطة في عام 1880 وبعد ذلك استخدمت كسجن في عام 1906 على الرغم من أن بعض المصادر تثبت أن قلعة الكوت بنيت من قبل عبد الله لحماية سوق واقف من اللصوص سيئي السمعة.

## الجغرافيا
تقع قلعة الكوت في حي البدع وسط سوق واقف الشهير بالقرب من كورنيش الدوحة ويعد الآن معلما ومتحفا وموقعا سياحيا مفضلا وخاصة للأجانب.